# Língua da nação
"Lingua da nação" (em inglês:  "Nation language") é um termo cunhado pelo estudioso e poeta Kamau Brathwaite e agora comumente preferido para descrever o trabalho de escritores do Caribe e da diáspora africana em inglês não padrão, em oposição à designação tradicional disso como "dialeto", que Brathwaite considerou carregar conotações pejorativas que são inadequadas e limitantes.

Nas palavras de Kamau Brathwaite, que é considerado a autoridade digna de nota em língua nacional e um exemplo chave de seu uso: 
Nós, no Caribe, temos uma [...] espécie de pluralidade: temos o inglês, que é a língua imposta em grande parte do arquipélago. É uma língua imperial, assim como o francês, o holandês e o espanhol. Temos também o que chamamos de inglês crioulo, que é uma mistura de inglês e uma adaptação que o inglês tomou no novo ambiente do Caribe quando se misturou com as outras línguas importadas. Temos também o que é chamado de língua nacional, que é o tipo de inglês falado pelas pessoas que foram trazidas para o Caribe, não o inglês oficial agora, mas a língua dos escravos e trabalhadores, os servos que foram trazidos.
Escritores que também usam a língua nacional incluem Samuel Selvon, Louise Bennett, John Figueroa, Archie Markham, Linton Kwesi Johnson, Marc Matthews, John Agard, Jean Binta Breeze, bem como outros de uma geração mais jovem. O poeta e estudioso Mervyn Morris ("um dos primeiros acadêmicos a defender a importância da língua nacional para ajudar a definir em versos aspectos importantes da cultura jamaicana", de acordo com Ralph Thompson) identifica o romance de 1949 New Day de V. S. Reid como a primeira obra literária a usar o vernáculo jamaicano como língua de narração.
Em sua História da Voz (1984), Brathwaite discute a proeminência do pentâmetro na tradição poética inglesa, afirmando que desde a época de Chaucer, e com algumas notáveis exceções, o pentâmetro tem sido o ritmo predominante da poesia inglesa. Brathwaite sugere que tais formas literárias importadas podem não ser adequadas para expressar a experiência caribenha. Ele escreve: "O furacão não ruge em pentâmetros." É aqui que a língua nacional se torna útil para o poeta caribenho:

É a língua nacional do Caribe que, de fato, ignora amplamente o pentâmetro. A língua nacional é a língua que é fortemente influenciada pelo modelo africano, o aspecto africano da nossa herança do Novo Mundo/Caribe. Inglês pode ser em termos de algumas de suas características lexicais. Mas em seus contornos, seu ritmo e seu timbre, suas explosões sonoras, não é inglês, embora as palavras, como você as ouve, possam ser inglesas em maior ou menor grau.
Brathwaite descreve a leitura de um artigo do poeta e crítico martiniano Édouard Glissant, no qual Glissant descreve a língua da nação como uma "poética forçada" porque foi usada estrategicamente pelos escravos para disfarçar e manter sua cultura.